# 怪盗グルーのミニオン危機一発
『怪盗グルーのミニオン危機一発』（かいとうグルーのミニオンききいっぱつ、英: Despicable Me 2）は、2013年にアメリカ合衆国で公開されたユニバーサル・ピクチャーズおよびイルミネーション・エンターテインメント制作のアニメーション・コメディ映画であり、ユニバーサルが配給した。本作は2010年の『怪盗グルーの月泥棒』の続編で、『怪盗グルー』シリーズの第2作目にあたる。監督はクリス・ルノーとピエール・コフィン、プロデューサーはクリス・メレダンドリとジャネット・ヒーリーが担当し、脚本はシンコ・ポールとケン・ダウリオによるチームが手掛けた。声優としてスティーヴ・カレル、クリステン・ウィグ、ベンジャミン・ブラット、ミランダ・コスグローヴ、ラッセル・ブランド、ケン・チョンらが出演している。ストーリーは、引退した元スーパーヴィランのグルーが、エル・マッチョという世界征服を企む悪役による強力な変異原物質の盗難を調査するため、秘密捜査官ルーシー・ワイルドにリクルートされるところから始まる。
本作の制作は、オリジナル作品の成功を受けて2010年に開始され、監督やプロデューサー、脚本チームが再集結した。2012年2月までに制作が進行しており、多くのキャストがキャラクターの声を続投するとともに、新しいキャストも参加した。アニメーション作業はフランスのイルミネーション・マック・ガフが担当した。エル・マッチョの声優には当初アル・パチーノがキャスティングされ、全セリフを収録したが、2013年5月に創作上の意見の相違で降板したため、ベンジャミン・ブラットが代役となり、パチーノを模倣するのが困難だったため彼からインスピレーションを得て演技した。音楽はヘイター・ペレイラとファレル・ウィリアムスが続投した。
『怪盗グルーのミニオン危機一発』は2013年6月5日にオーストラリアで初上映され、7月3日にアメリカで、9月21日に日本で劇場公開された。本作はユーモアやアニメーションの質が評価され、批評家から概ね好意的なレビューを受けた。全世界で9億7,100万ドルの興行収入を記録し、2013年の興行収入第3位で、ユニバーサル・ピクチャーズにとって当時最も収益性の高い映画となった。第86回アカデミー賞では2部門にノミネートされ、他にも多数の賞を受賞した。続編の『怪盗グルーのミニオン大脱走』は2017年に公開された。

## ストーリー
北極圏の研究所から、PX-41という強力な変異原物質が謎の航空機によって盗まれる。反悪党同盟（AVL）の局長サイラス・ラムズボトムは、エージェントのルーシー・ワイルドを派遣し、元スーパーヴィランのグルーをリクルートしようとする。グルーは強制的に本部に連行され、犯人を追跡し変異原物質を回収するよう依頼されるが、父親としての責任やジャム製造業の経営で手一杯だと断る。しかし、後にネファリオ博士が他の悪党の仕事を引き受けるために去ってしまい、グルーはしぶしぶAVLに協力することを決意する。彼とルーシーはパートナーとなり、ショッピングモールに設置されたカップケーキ店を拠点として捜査を開始する。
グルーは早速、メキシコ料理店のオーナーであるエドアルド・ペレスが、かつてサメに乗って火山にダイナマイト250ポンドを巻きつけて飛び込んで死んだとされる悪党「エル・マッチョ」ではないかと疑う。その夜、グルーとルーシーはエドアルドのレストランに忍び込むが、悪事の証拠は見つからない。一方、グルーの養女であるマーゴ、イディス、アグネスは、いつか母親を持つことを夢見ており、グルーがルーシーと恋に落ちるのではないかと期待しているが、グルーは「ルーシーとは職業上の関係だ」と否定する。
エドアルドを第一容疑者と見なす一方で、グルーは他の手がかりも追い、カツラ商人フロイド・イーグルサンの店に向かう。そこでルーシーは変異原物質の痕跡を発見する。エドアルドの息子アントニオがマーゴに言い寄るのを目にしたグルーは、再びエドアルドに注目するが、エドアルドは家族をシンコ・デ・マヨのパーティーに招待する。グルーの隣人ジリアンは彼をシャノンという女性とのブラインドデートに誘うが、シャノンがグルーのカツラを取ろうとしたため、ルーシーがトランキライザーでシャノンを射ち助け出す。これにより、グルーとルーシーの間に友情が芽生える。AVLはフロイドの店でほぼ空の変異原物質の瓶を発見し、彼を逮捕する。ラムズボトムは調査を打ち切り、ルーシーをオーストラリアに再配置するが、これによりグルーは落胆する。
パーティーで、グルーはエドアルドが本当にエル・マッチョであることを突き止める。エル・マッチョは死を偽装し、助手としてネファリオを従えており、グルーのミニオンズのほとんどを誘拐してPX-41で紫色の凶暴なモンスターに変異させ、彼らを使って世界征服を狙っている。エル・マッチョはグルーに手を組むことを提案するが、グルーは恐怖を感じ、娘たちと共に立ち去る。疑念を抱いたエル・マッチョは、変異したミニオンの一体であるケビンを彼らの後を追わせる。
命令に背いて帰国を決意したルーシーは、グルーの直後にパーティーに到着する。エル・マッチョはグルーとルーシーがAVLのために働いていることに気づき、ルーシーを誘拐するが、これはネファリオによって目撃され、彼はすぐにグルーに知らせる。グルーは変異ミニオンのふりをしてエル・マッチョの要塞に潜入するが、本物の変異ミニオンに見破られて攻撃される。その頃、ケビンはグルーの家に侵入し、マーゴとアグネスを襲う。彼らはケビンをグルーの研究所に誘導し、ネファリオが変異を元に戻す解毒剤を持って到着する。ネファリオはグルーのジャムに解毒剤を混ぜ、彼と娘たち、そして無事なミニオンたちは変異ミニオンたちを救うために駆けつけ、解毒剤を投与する。絶望したエル・マッチョは、再びPX-41を使って自ら変異し、グルーに立ち向かうが、グルーとネファリオによって倒される。
グルーはロケットに縛られたルーシーを助けようとするが、エル・マッチョのペットであるニワトリのポリートがロケットを発射させてしまう。ルーシーはグルーのデートの誘いを受け入れ、2人はロケットが火山に突入する前に海へ飛び込む。数か月後、147回のデートを重ねた後、グルーとルーシーは結婚し、ルーシーは娘たちの養母となる。

## 登場人物
グルー (Gru)
声 - スティーヴ・カレル（笑福亭鶴瓶）
本作の主人公であり、ミニオンズのボス。前作では盗みや嫌がらせを楽しむ子供嫌いの悪党だったが、今作では引退し、三姉妹の良き養父となるべく努力している。また、他の子どもたちにもパーティーを開いて優しく接する姿が描かれている。現在はジャムやゼリーの開発に熱意を注いでいる。異性の友人ジリアンから、変わった女性ばかりを交際相手として紹介され、うんざりしているが、今作では過去のトラウマから女性恐怖症の一面も見られる。
ルーシー・ワイルド (Lucy Wilde)
声 - クリステン・ウィグ（中島美嘉）
超極秘組織「反悪党同盟」に所属する女性エージェントで、青いワンピースを着用している。グルーとコンビを組み、ロシアから盗まれた「PX-41」の行方を追う中で、次第にグルーに好意を抱くようになる。口紅を改造した銃を使い、潜水艦や飛行機に変形する青い自動車を乗りこなす。大げさな口調とハイテンションが特徴で、性格や行動も強引だが、上司には従順。優れた即断力を持つ曲者でもある。
エドアルド・ペレス / エル・マッチョ (Eduardo Pérez / El Macho)
声 - ベンジャミン・ブラット（中井貴一）
モールでメキシコ料理店「サンサ・イ・サルサ」を経営しており、胸にはメキシコ国旗のペイントをしている。グルーは、彼の正体が伝説の悪党「エル・マッチョ」ではないかと疑っている。
マーゴ (Margo)
声 - ミランダ・コスグローヴ（須藤祐実）
前作でグルーの養女となり、同居している三姉妹の長女。しっかり者で面倒見がよいが、理屈っぽく少し過保護な面もある。フチありの眼鏡をかけている。今作ではボーイフレンドができるが、最終的には失恋に終わる（そのボーイフレンドはグルーによって氷漬けにされた）。
ネファリオ博士 (Doctor Nefario)
声 - ラッセル・ブランド（伊井篤史）
グルーの家に暮らすマッドサイエンティストで、頭脳明晰ながらも奇人。悪党業を引退し、グルーと同様にゼリーとジャムの開発に取り組んでいるが、悪事に満ちていた過去を懐かしんでいるためか、開発にはあまりやる気がなく、不味い製品ばかりができてしまい、順調には進んでいない。前作では年齢が約150歳と関連書籍で紹介されたが、スピンオフ作品では42年前の若い姿が描かれたため、実際は80〜90歳代と推測されている。
サイラス・ラムズボトム (Silas Ramsbottom)
声 - スティーヴ・クーガン（坂口芳貞）
超極秘組織「反悪党同盟」の局長で、ルーシーの上司。ミニオンたちには、その姓（「羊の下半身」や「羊のおしり」のように聞こえる）がおかしいと笑われている。
フロイド・イーグル (Floyd Eaglesan)
声 - スティーヴ・クーガン（山寺宏一）
モールでウィッグ専門店を経営している。店内に盗まれた「変身薬」の容器があることが発覚し、ラムズボトム局長から犯人ではないかと疑われる。
アグネス (Agnes)
声 - エルシー・フィッシャー（芦田愛菜）
三姉妹の三女で、純粋な性格で誰にでも友好的に接するが、内心では愛に飢えている。三姉妹の中で最もグルーに懐いており、特にお気に入りのぬいぐるみはユニコーン。母の日の朗読の練習中に「自分にも母親がいたら」と感じるようになり、そのジレンマから朗読にも力が入っていない。また、このことから、ルーシーに早く母性を感じるようになった。
イディス (Edith)
声 - デイナ・ゲイアー（矢島晶子）
三姉妹の次女で、好奇心旺盛な性格から何にでも手を出し、しばしば騒動を引き起こしてグルーを困らせる。白い長靴が好きで、いつも履いている。今作では忍者の恰好で忍びの技やヌンチャクの技を披露する場面もある。日本語版ではグルーの声優が笑福亭鶴瓶であるため、グルーが「有名人で言えば誰に似ているか？」と問われた際、「鶴瓶」と答えている。
アントニオ・ペレス (Antonio Pérez)
声 - モイセス・アリアス（宮野真守）
エドアルドの息子。気が強く、デートの邪魔をしたグルーに対して金的を食らわせる一幕もあるが、節操のない一面もあり、マーゴとのデート中に別の少女に惹かれてしまうなど、浮気性な性格を持っている。
ジリアン (Jillian)
声 - ナジム・ペドラッド（雨蘭咲木子）
グルーの近所に住む友人で、世話焼きな性格の女性。女友達が多く、グルーに恋人を紹介するものの、どれも変わった女性ばかりで、グルーはうんざりしている。
シャノン (Shannon)
声 - クリスティン・スカール（高乃麗）
ジリアンの紹介でグルーとデートした女性。髪の毛のあるグルーを見てカツラではないかと疑ったため、猛獣向けの薬を使われて気絶させられた。
ミニオンズ (Minions)
声 - ピエール・コフィン、クリス・ルノー（青山穣、多田野曜平、佐藤せつじ、桜井敏治）
グルーの手下である黄色く小柄な生物たち。能天気で明るく、やる気はあるもののドジな性格で、失敗を重ねがち。基本的に騒がしく、楽しいことやいたずらが大好きで、掃除のときにはメイドの恰好もする。空気がなくても生きられる特性を持ち、話す言葉は独特な「ミニオン語（Minionese）」だが、人間の言葉は理解できるようだ。本作ではPX-41の影響で、紫色で凶暴なイーブルミニオンに変身させられる。一方で、「ネファリオ博士がバナナから作った」というのは日本の誤訳による一般的な設定であり、実際には原語版でも公式設定でもない。コフィンによれば、彼は899体のミニオンの声を担当したという。

## キャスト
| 役名                                      | 原語版声優             | 日本語吹き替え版 |
| ----------------------------------------- | ---------------------- | ---------------- |
| グルー                                    | スティーヴ・カレル     | 笑福亭鶴瓶       |
| ルーシー・ワイルド                        | クリステン・ウィグ     | 中島美嘉         |
| エドアルド・ペレス （怪盗エル・マッチョ） | ベンジャミン・ブラット | 中井貴一         |
| アグネス                                  | エルシー・フィッシャー | 芦田愛菜         |
| マーゴ                                    | ミランダ・コスグローヴ | 須藤祐実         |
| イディス                                  | デイナ・ゲイアー       | 矢島晶子         |
| ネファリオ博士                            | ラッセル・ブランド     | 伊井篤史         |
| アントニオ・ペレス                        | モイセス・アリアス     | 宮野真守         |
| サイラス・ラムズボトム                    | スティーヴ・クーガン   | 坂口芳貞         |
| フロイド・イーグル                        | ケン・チョン           | 山寺宏一         |
| ジリアン                                  | ナジム・ペドラッド     | 雨蘭咲木子       |
| シャノン                                  | クリスティン・スカール | 高乃麗           |
| 客室乗務員                                | ヴァネッサ・ベイヤー   | 魏涼子           |
| ミニオン・スチュワート                    | ピエール・コフィン     | 青山穣           |
| ミニオン・ケビン                          | ピエール・コフィン     | 多田野曜平       |
| ミニオン・トム                            | ピエール・コフィン     | 佐藤せつじ       |
| ミニオン・デイブ                          | クリス・ルノー         | 桜井敏治         |

### その他
久野美咲、菊池こころ、中上育実、吉田ウーロン太、辻本耕志、佐藤美由紀、藤田奈央

## 制作

### 開発
『怪盗グルーのミニオン危機一発』の制作は、2010年の『怪盗グルーの月泥棒』が予想外の興行的成功を収めたことを受けて開始された。2011年6月、ユニバーサルは続編の公開日を2013年7月3日と発表した。イルミネーション・エンターテインメントのCEOであるクリス・メレダンドリは、2012年2月に制作が開始されたことを確認した。ミニオンがスーパーパワーを持つというアイデアも検討されたが、最終的には悪に変貌したミニオンの設定に変更され、このアイデアは後に『怪盗グルーのミニオン超変身』（2024年）で使用された。

### キャスティング
2011年10月、『ハリウッド・リポーター』は、ハビエル・バルデムが悪役「エル・マッチョ」の声優として交渉中であると報じたが、交渉は決裂した。2012年2月までにアル・パチーノが悪役の声を担当することが決定した。2012年4月、プロデューサーはスティーヴ・カレル、ラッセル・ブランド、ミランダ・コスグローヴ、ダナ・ゲイヤー、エルシー・フィッシャーが前作の役を続投すると確認した。また、前作でミス・ハッティの声を担当したクリステン・ウィグは、反悪党同盟のエージェントであるルーシー・ワイルドの声を担当し、グルーにエル・マッチョという強敵の悪党を追跡させる役を演じた。スティーヴ・クーガンも、反悪党同盟の局長サイラス・ラムズボトム役としてキャストに加わった。
2013年5月、プロデューサーはアル・パチーノがキャラクターの表現方法に関する創作上の意見の相違で降板したことを発表した。パチーノが降板した時点で、彼のキャラクターの声とアニメーションはすでに完成していた。映画の共同監督であるクリス・ルノーは、パチーノの降板について「俳優が満足しない状況は望ましくなく、すべての面で満足のいく形で仕上げることが重要です。意見が一致しない場合は、時には別の道を進むことがより良い選択となります」と述べた。以前から検討されていたベンジャミン・ブラットが、エドアルド役の声を担当することになった。プロデューサーのクリス・メレダンドリは、これほど遅い段階で新たな俳優を起用するのは過去15年の主要なアニメ映画の中でも例がないと認めた。完成済みのアニメーションに合わせるため、ブラットはキャラクターの口の動きに正確にタイミングを合わせる必要があった。彼は初めての5日間の収録でパチーノの声を真似しようと試みたが、「誰もパチーノを超えることはできない」として、パチーノからインスピレーションを得つつ独自の解釈で役に挑むことにした。彼の演技は『バラエティ』で称賛され、「彼が最初の選択肢ではなかったとは思えない」と評された。

### アニメーション
アニメーションはパリのイルミネーション・マック・ガフによって行われ、Autodesk Mayaが使用された。続編の制作には400人以上のアーティストが参加しており、前作の100人のチームと比べて大幅に増員されている。
アニメーションチームにとって最大の課題の一つは、水やジャムなどの視覚効果の制作であった。この作業により、スタジオのドライブがクラッシュし、一部のドライブが交換される事態に至った。

### 音楽
前作の音楽が成功を収めたことを受け、作曲家のヘイター・ペレイラとファレル・ウィリアムスは再び『怪盗グルーのミニオン危機一発』の音楽を共同で制作した。映画のサウンドトラック『Despicable Me 2: Original Motion Picture Soundtrack』は、2013年7月2日にバックロット・ミュージックから発売された。このアルバムには8曲の歌と16曲のスコアが収録され、合計で24曲が含まれている。歌はオリジナル3曲と既存の5曲で構成され、そのうち2曲は前作でも使用されていた。
ウィリアムスのオリジナル曲「Happy」は、アルバムからの唯一のシングルで、映画公開の5か月後、2013年11月21日にリリースされた。公開時には、映画として初の24時間音楽ビデオが付随しており、これが話題となり、曲の世界的な成功に貢献した。「Happy」は19か国以上のチャートで首位を獲得し、イギリスとアメリカでそれぞれ年間最多売上を記録し、2014年にはイギリスで150万枚、アメリカで645万枚以上が販売された。また、第86回アカデミー賞の歌曲賞にノミネートされた。
このサウンドトラックはアメリカのBillboard 200チャートで86位に初登場し、インディペンデント・アルバムチャートで19位、トップ・サウンドトラックチャートでもトップ3入りを果たした。また、オフィシャル・チャート・カンパニーのコンピレーション・チャートで48位、サウンドトラックチャートで8位にランクインした。シングル「Just a Cloud Away」は、映画とサウンドトラックのリリースから8年後の2022年3月25日にリリースされた。

## マーケティングと公開
2013年3月、ミニオンの姿を模した飛行船「デスピカブリンプ」が登場し、ユニバーサルとヴァン・ワグナー・コミュニケーションズが所有するアメリカン・ブリンプ・コーポレーションのA-150型が、アメリカ全土で32,000キロメートルにおよぶツアーを実施して映画公開を宣伝した。この飛行船は全長50メートル、高さ17メートル、重量3.6トンで、世界最大級の飛行船の一つであった。ユニバーサル・ピクチャーズは、今後3年間で2億〜2億5,000万ドル規模のライセンスおよびプロモーション提携を行い、そのパートナーにはマクドナルドが含まれ、ハッピーミールに国ごとに異なるミニオントイが提供された。バナナ好きのミニオンにちなんでチキータは複数の抽選キャンペーンを実施し、劇中ではピエール・コフィンが声を担当したミニオンが「チキータ・バナナ」の歌を披露した。また、シンクウェイ・トイズはさまざまなトイやフィギュアを、ハズブロは特別なゲームを制作し、キャンペーンには600以上のトイブランドが参加した。プロモーションの一環として、モバイルゲーム『Despicable Me: Minion Rush』（ミニオンラッシュ：ランニングゲーム）もリリースされた。
『怪盗グルーのミニオン危機一発』は2013年6月5日にオーストラリア・シドニーのボンダイ・ジャンクションにあるイベント・シネマズで初上映され、6月12日にはアヌシー国際アニメーション映画祭でプレミア上映が行われた。アメリカでは6月22日にロサンゼルスのユニバーサル・シティウォークでプレミア上映され、7月3日に劇場公開された。また、IMAX 3Dフォーマットにデジタル・リマスターされ、一部の国際IMAX劇場で上映された。
前作が中国で劇場公開されなかったのと同様、本作もユニバーサル・ピクチャーズは中国での公開に苦戦した。2013年7月、中国での劇場公開が許可されなかったとの報道があり、アナリストの中には中国製アニメの保護を理由とする見方もあった。また、ミニオンが中国の前国家主席江沢民に似ているために禁止されたという噂も流れたが、中国の映画局はこの否定的な報道に「激怒」し、映画が検閲申請を提出していなかったと説明した。実際にはユニバーサルと現地配給会社のエドコ・フィルムズの間で、輸入する作品に関する「商業的な対立」があったとされ、エドコ側がこの映画が中国市場で成功しないと判断し、貴重な枠を使用しないことに決定したと伝えられた。ユニバーサルが北京オフィスの開設を発表して数週間後、2013年12月には中国で2014年1月10日に劇場公開されることが報じられた。
ユニバーサル・ピクチャーズ・ホームエンターテイメントは、2013年11月26日にデジタルダウンロード版を、12月10日にBlu-rayとDVDで『怪盗グルーのミニオン危機一発』をリリースした。物理メディアには、オーディオコメンタリー、舞台裏の特集、グルーと悪のミニオンのキャラクター紹介、削除シーン、グルーの装備の概要、ショートフィルム『ミニオンの子犬』『郵便室危機一発』『アグネスの自転車』、イルミネーション・スタジオ・パリの訪問が収録されている。4K Ultra HD Blu-ray版は2017年に発売された。

## 評価

### 興行収入
『怪盗グルーのミニオン危機一発』は、アメリカとカナダで3億6,800万ドル、その他の地域で6億270万ドルを記録し、世界全体で9億7,100万ドルの興行収入を達成した。2013年の映画で第3位の興行収入を誇る作品となった。『Deadline Hollywood』は本作の純利益を3億9,450万ドルと算出し、2013年の「最も価値あるブロックバスター」の3位にランク付けした。製作費が7,600万ドルであることから、ユニバーサルの101年の歴史において最も利益を上げた映画となった。
アメリカとカナダでは、2013年7月3日に『ローン・レンジャー』と共に公開され、独立記念日のホリデー週末に突入した。初日には火曜日のナイトプレビューの収益470万ドルを含め、3,500万ドルを記録した。翌木曜日には2,450万ドルを稼ぎ、同日の記録としては『スパイダーマン:ファー・フロム・ホーム』（2,510万ドル、2019年）と『トランスフォーマー』（2,900万ドル、2007年）に次ぐ3番目の高収益を記録した。公開初週末の興行収入は3,957館で1億4,210万ドルを達成し、3日間のオープニング週末では8,250万ドルを稼いだ。2週目の週末収益は49%減少し4,300万ドルとなり、『アダルトボーイズ青春白書』や『パシフィック・リム』を上回ったが、3週目には『死霊館』にトップの座を譲った。アメリカとカナダでの劇場公開は2014年1月16日に終了した。
世界的には、公開初週末にオーストラリアのみで公開され、666万ドルを稼いでおり、同じ週末に公開された『モンスターズ・ユニバーシティ』（2013年）を上回る成績を収めた。ラトビアでは初日の興行収入記録を更新した。合計で67の地域で初登場1位を記録し、ラテンアメリカ、インドネシア、マレーシア、フィリピン、ベトナム、レバノンでアニメ映画としての週末興行収入記録を樹立した。また、南アフリカとベネズエラでは全映画を通しての週末興行収入記録を更新した。日本では『エリジウム』（2013年）を抑え、3.300万ドルでボックスオフィスのトップに立ち、2013年7月の2週連続で首位を維持した。最も大きなオープニング収益はイギリス（2,250万ドル）、中国（1,540万ドル）、メキシコ（1,490万ドル）であり、累計収益ではイギリス（7,220万ドル）、中国（5,300万ドル）、メキシコ（4,770万ドル）が最大市場となった。

### 批評的反応
本作は、レビュー収集サイトRotten Tomatoesで187件の批評に基づき75%の支持率を獲得し、平均評価は10点中6.7点。「『怪盗グルーのミニオン危機一発』は視覚的に豊かな工夫と多くの笑いを提供する」と評価されている。Metacriticでは、39件の批評に基づき100点中62点を獲得し、「概ね好意的なレビュー」を示している。また、CinemaScoreによる観客評価はA+からFまでのスケールで平均「A」となった。
『シカゴ・トリビューン』のマイケル・フィリップスは4つ星中2.5つ星を与え、「スティーヴ・カレルのグルーのスラヴな訛りが功を奏し、ウィグの巧みな間合いやコミックのタイミングが作品を救っている」と評価した。『ハリウッド・リポーター』のマイケル・レヒトシャッフェンは否定的な評価を下し、「新作にはインスピレーションの火花が感じられない」と述べた。『スター・レジャー』のスティーヴン・ウィティは4つ星中3つ星を付け、「楽しいアニメであり、珍しく続編がオリジナルを超えた作品だ」と称賛した。『シアトル・タイムズ』のソーレン・アンダーソンは4つ星中2.5つ星で「楽しく、明るく、カラフル。ミニオンのいたずらがたくさんで笑いが絶えないが、少し鋭さに欠ける」と評した。
『ニューヨーク・タイムズ』のスティーヴン・ホールデンは5つ星中2.5つ星を与え、「一貫して楽しく、愛らしいが、中心となる重みが欠けている」と述べた。『フィラデルフィア・インクワイアラー』のティルダッド・デラクシャニも5つ星中2.5つ星で「今夏、家族向けの楽しい作品を求めているなら『怪盗グルーのミニオン危機一発』は悪くない選択だ」と述べた。『ザ・ラップ』のアロンソ・デュラルデは「ミニオンは引き続き面白いが、グルーと娘たちはシットコムのように単調になってしまった」と批判した。『USAトゥデイ』のクラウディア・プイグは4つ星中2つ星で、「前作が大成功を収めたため、続編を制作したのは当然だが、プロットを練り直すだけでは不十分。観客にはもっと創造的で新鮮な作品を提供すべきだ」と述べた。『エンターテインメント・ウィークリー』のオーウェン・グレイバーマンは「C」評価を与え、「子どもたちはモンスター・ミニオントイを欲しがるだろうが、大人は前作の悪役の楽しさを裏切られたと感じるだろう」と述べた。
『ボストン・グローブ』のトム・ルッソは「トゥーンのスパイ冒険物語のスケールは意外に小さいが、制作者がキャラクターに込める情熱は伝染する」と高評価を付けた。『ワシントン・ポスト』のステファニー・メリーは4つ星中3つ星で「特にルーシーが車を潜水艦に変えてサメや魚をかわす場面など、アニメーションは魅力的だ」と評価した。『バラエティ』のピーター・デブルージは「オリジナルほど魅力的ではないが、制作者のユーモアが拡大した世界観で生き生きと描かれている」とポジティブな評価をした。『サンフランシスコ・クロニクル』のピーター・ハートローブは4つ星中3つ星を与え、「脚本がその場の笑いを生むのは称賛に値するが、一貫したストーリーや劇的な緊張感はなく、観客や登場キャラクターに教訓も与えられない」と述べた。
『タイム』のメアリー・ポルスは「続編として第1作と同レベルであり、むしろそれ以上かもしれない」と肯定的に評価した。『ローリング・ストーン』のピーター・トラヴァースは4つ星中3つ星で「共監督のクリス・ルノーとピエール・コフィンはミニオンの声も巧みに演じ、笑いを絶やさない。3Dでのジョークも楽しい」と評した。『A.V.クラブ』のA.A.ダウドは「C」評価を与え、「甘さを引き締める少しの辛さが欠けている。グルーのように善人になった『怪盗グルーのミニオン危機一発』には、鋭さが足りない」と述べた。

### 受賞歴
第86回アカデミー賞では、『怪盗グルーのミニオン危機一発』が長編アニメ映画賞と歌曲賞にノミネートされた。他にも、本作はアニー賞で10部門にノミネートされ、1部門で受賞したほか、英国アカデミー賞、クリティクス・チョイス・アワードで2部門、ゴールデングローブ賞にもノミネートされた。

## 続編と前日譚
『怪盗グルーのミニオン危機一発』の興行収入の成功により、シリーズのさらなる成功が期待されるようになった。前日譚である『ミニオンズ』（2015年）はミニオンたちに焦点を当てた作品で、続編の『怪盗グルーのミニオン大脱走』（2017年）はグルーとその双子の兄弟ドルーに中心を置いている。これらの作品はいずれも10億ドル以上の興行収入を記録し、それぞれ2015年と2017年の最高興行収入作品の一つとなったが、批評家の評価は賛否が分かれた。『ミニオンズ』の続編『ミニオンズ フィーバー』（2022年）は当初2020年公開予定だったが、新型コロナウイルス感染症の世界的流行により2度延期された。その後、2024年に『怪盗グルーのミニオン超変身』が公開され、第3作目の『ミニオンズ』は2027年に公開予定である。

## テレビ放映
| 回数 | 放送局     | 放送枠           | 放送形態       | 放送日         | 放送時間      | 放送分数 | 平均世帯 視聴率 | 備考 |
| ---- | ---------- | ---------------- | -------------- | -------------- | ------------- | -------- | --------------- | --- |
| 1    | フジテレビ | 土曜プレミアム   | 本編ノーカット | 2017年7月22日  | 21:00 - 23:10 | 130分    | 8.8%            | 『怪盗グルーのミニオン大脱走』公開記念で地上波初放送。 笑福亭鶴瓶（グルー役）、生瀬勝久（『怪盗グルーのミニオン大脱走』ドルー役）、松山ケンイチ（『怪盗グルーのミニオン大脱走』バルタザール・ブラット役）が見所を紹介した。 |
| 2    | 日本テレビ | 金曜ロードSHOW!  | 本編ノーカット | 2020年12月18日 | 21:00 - 22:54 | 116分    | 7.8%            | |
| 3    | 日本テレビ | 金曜ロードショー | 本編ノーカット | 2023年2月24日  | 21:00 - 22:54 | 116分    | 6.0%            | |

- 視聴率はビデオリサーチ調べ、関東地区・世帯・リアルタイム。